# انتخابات فدرال آلمان (۲۰۰۹)
انتخابات مجلس فدرال آلمان (بوندستاگ) در روز ۲۷ سپتامبر ۲۰۰۹برای برگزیدن نمایندگان هفدهمین دورهٔ این مجلس برگزار شد. نتایج اولیه انتخابات حاکی از پیروزی حزب دموکرات مسیحی آلمان و حزب متحدش اتحادیه سوسیال مسیحی بایرن بود. این دو حزب که با هم اتحادیه دموکرات مسیحی آلمان را تشکیل می‌دهند با ائتلاف با حزب دموکرات آزاد دولت ائتلافی راست‌میانه آلمان را در سال‌های ۲۰۰۹ تا ۲۰۱۳ به رهبری آنگلا مرکل تشکیل دادند. رقیب اصلی آنگلا مرکل، فرانک والتر اشتاین‌مایر از حزب سوسیال دموکرات بود که شکست را در انتخابات پذیرفت. پیش از این دموکرات مسیحی‌ها در بیشتر سال‌های ۱۹۴۹ تا ۱۹۶۶ در دولت‌های کنراد آدناور و لودویگ ارهارد و سال‌های ۱۹۸۲ تا ۱۹۹۸ در دولت‌های هلموت کهل با حزب دموکرات آزاد وارد ائتلاف شده بودند.

## مبارزات انتخاباتی
بعد از انتخابات فدرال آلمان در سال ۲۰۰۵، آنگلا مرکل در راس یک دولت ائتلافی قرار داشت که دو حزب بزرگ اتحادیه دموکرات مسیحی و حزب سوسیال دموکرات را در بر می‌گرفت. در انتخابات سال ۲۰۰۹ آنگلا مرکل با حزب دموکرات آزاد (شریک سنتی اتحادیه دموکرات مسیحی) وارد دولت ائتلافی شد. این حزب در انتخابات این دوره، رتبه سوم را از لحاظ تعداد کرسی‌های بوندستاگ بعد از دو حزب اصلی بدست آورد.
فرانک والتر اشتاین‌مایر از حزب سوسیال دموکرات که در دولت ائتلافی قبلی پست وزارت خارجه را بر عهده داشت، در کنوانسیون حزبی روز ۱۸ اکتبر ۲۰۰۸ از سوی این حزب کاندیدای پست صدارت اعظم شد. او قول داد در صورت پیروزی در انتخابات دولتی تشکیل دهد که در آن حزب سوسیال دموکرات قدرت اصلی را دارا باشد و در عین حال حزب چپ را در صورت تشکیل دولت ائتلافی، شامل ائتلاف ندانست.
مبارزات انتخاباتی در این دوره با هیجان چندانی همراه نبود که علت آن، عدم وجود رهبری کاریزماتیک در احزاب اصلی برآورد شده‌است. دلیل دیگر این بود که دولت قبلی با ائتلاف بزرگ از دو حزب بزرگ رقیب شکل گرفته بود و رقابت‌های انتخاباتی این دوره با احتمال تشکیل دوبارهٔ یک ائتلاف بزرگ با عدم استقبال مردم مواجه شده بود. با این حال مرکل با توجه به بالا بودن حزبش در نظرسنجی‌ها از عدم استقبال بالا در انتخابات خشنود بود.
انتخابات فدرال سال ۲۰۰۹ در آلمان، آخرین انتخابات در سالی بود که به آلمانی Superwahljahr یا سال انتخابات‌های زیاد نامیده می‌شود. بجز انتخابات فدرال که در سپتامبر برگزار شد، انتخابات پارلمان اروپا در روز ۷ ژوئن، هفت انتخابات محلی در همان روز، ۵ انتخابات ایالتی در ماه‌های اوت و سپتامبر و انتخابات ریاست جمهور فدرال توسط مجمع فدرال در روز ۲۳ می نیز برگزار شدند.

## نظرسنجی‌ها
اتحادیه دموکرات مسیحی و حزب دمکرات آزاد با مجموع آرای بالای ۵۰٪ در نظرسنجی‌های هفته‌های پیش از انتخابات به‌طور مشخص از سایر احزاب همانند سوسیال دموکرات‌ها و سبزها پیشی گرفته بودند.
| موسسه‌ها                 | تاریخ | دموکرات مسیحی‌ها | سوسیال دموکرات‌ها | سبزها | دموکرات‌های آزاد | چپ‌ها  | سایر |
| ----------------------- | ----- | --------------- | ---------------- | ----- | --------------- | ----- | ---- |
| Forschungsgruppe Wahlen | ۰۹/۱۸ | ۳۶٪             | ۲۵٪              | ۱۰٪   | ۱۳٪             | ۱۱٪   | ۵٪   |
| Forsa                   | ۰۹/۱۶ | ۳۷٪             | ۲۴٪              | ۱۱٪   | ۱۲٪             | ۱۰٪   | ۶٪   |
| Allensbach              | ۰۹/۱۶ | ۳۶٪             | ۲۲٫۵٪            | ۱۲٪   | ۱۲٫۵٪           | ۱۲٪   | ۶٪   |
| Forschungsgruppe Wahlen | ۰۹/۱۶ | ۳۶٪             | ۲۳٪              | ۱۱٪   | ۱۴٪             | ۱۱٪   | ۵٪   |
| Infratest dimap         | ۰۹/۱۶ | ۳۵٪             | ۲۳٪              | ۱۲٪   | ۱۴٪             | ۱۲٪   | ۴٪   |
| Allensbach              | ۰۹/۰۹ | ۳۵٪             | ۲۲٫۵٪            | ۱۳٪   | ۱۳٪             | ۱۱٫۵٪ | ۵٪   |
| Forschungsgruppe Wahlen | ۰۹/۰۴ | ۳۷٪             | ۲۳٪              | ۱۱٪   | ۱۵٪             | ۱۰٪   | ۴٪   |
| Emnid                   | ۰۹/۰۳ | ۳۴٪             | ۲۶٪              | ۱۱٪   | ۱۴٪             | ۱۱٪   | ۴٪   |
| INFO GmbH               | ۰۹/۰۲ | ۳۵٪             | ۲۳٪              | ۱۲٪   | ۱۴٪             | ۱۱٪   | ۴٪   |
| Allensbach              | ۰۹/۰۱ | ۳۵٫۵٪           | ۲۳٪              | ۱۳٫۵٪ | ۱۴٪             | ۹٫۵٪  | ۴٫۵٪ |
| GMS                     | ۰۸/۲۴ | ۳۷٪             | ۲۳٪              | ۱۳٪   | ۱۳٪             | ۹٪    | ۵٪   |

## نتایج

نتایج مناطق شهری
■ – اتحادیه دموکرات مسیحی
■ – اتحادیه سوسیال مسیحی
■ – سوسیال دمکرات‌ها
■ – چپ‌ها
■ – سبزها

بعد از گفتگوها برای ایجاد ائتلاف، حزب دموکرات مسیحی آلمان به همراه حزب متحدش، اتحادیه سوسیال مسیحی بایرن، با ائتلاف با شریک سنتی‌شان حزب دموکرات آزاد موفق به تشکیل دولت راست میانه در آلمان شدند. در این دولت آنگلا مرکل، رهبر اتحادیه دموکرات مسیحی مقام صدارت اعظم را برای دومین دورهٔ چهار ساله به عهده گرفت و معاونت صدر اعظم و وزارت خارجه به رهبر حزب دموکرات آزاد گیدو وستروله رسید.
حزب دموکرات مسیحی در این انتخابات آرای کمتری به نسبت چهار سال قبل از آن بدست آورد و حزب متحدش در ایالت بایرن، اتحادیه سوسیال مسیحی بایرن نیز کمترین میزان آرای چند دههٔ گذشته را کسب کرد. در مجموع این دو حزب که با همدیگر اتحادیه دموکرات مسیحی را تشکیل می‌دهند در این دوره از انتخابات بدترین آرای ۶۰ سال گذشته خود را کسب کرد. این در حالی بود که شریک ائتلافی سنتی اتحادیه دموکرات مسیحی، حزب دموکرات آزاد با کسب ۱۴٫۶٪ توانست بهترین آرا در طول فعالیت خود را کسب کند.
بازنده بزرگ در این انتخابات حزب سوسیال دموکرات بود که با کسب تنها ۲۳٪ آرا، بیشترین ریزش آرای انتخابات فدرال آلمان در طول ۶۰ سال گذشته را به خود اختصاص داد. دو حزب عمدهٔ دیگر در آلمان، حزب چپ و حزب سبزها نیز بهترین نتیجه‌های دوره فعالیت خود را کسب کردند. حزب چپ برای اولین بار توانست غیر از شرق برلین که خاستگاه سنتی این حزب است، در حوزه‌های انتخاباتی دیگری از آلمان همانند حوزه‌هایی از ایالت زاکسن-آنهالت، تورینگن و براندنبورگ به پیروزی دست یابد. در کل با توجه به افزایش شدید آرای حزب دموکرات آزاد و با وجود کاهش آرای اتحادیهٔ دموکرات مسیحی، ائتلاف این دو حزب توانست اکثریت کرسی‌های بوندستاگ را بدست آورد و آنگلا مرکل را برای دومین دورهٔ متوالی به کرسی صدارت اعظم آلمان بنشاند.
یکی دیگر از گزینه‌ها برای تشکیل دولت، همانند انتخابات سال ۲۰۰۵ ائتلاف دو حزب بزرگ اتحادیه دموکرات مسیحی و سوسیال دموکرات بود. این گزینه با وجود آرای بالای حزب راست‌گرای دموکرات آزاد و تمایل مرکل برای ائتلاف با آنان چندان مورد بحث واقع نشد. گزینهٔ ممکن دیگر، ائتلاف سه حزب دموکرات آزاد، سبزها و سوسیال دموکرات‌ها بود که از اساس توسط گیدو وستروله رهبر دموکرات‌های آزاد رد شد.
| ۲۳۹             | ۱۴۶              | ۹۳              | ۷۶   | ۶۸    |
| دموکرات مسیحی‌ها | سوسیال دموکرات‌ها | دموکرات‌های آزاد | چپ‌ها | سبزها |

| درصد آراء        | درصد آراء        | درصد آراء | درصد آراء | درصد آراء |
| ---------------- | ---------------- | --------- | --------- | --------- |
|                  |                  |           |           |           |
| دموکرات مسیحی‌ها  | دموکرات مسیحی‌ها  |           | ۳۳٫۸۰٪    | ۳۳٫۸۰٪    |
| سوسیال دموکرات‌ها | سوسیال دموکرات‌ها |           | ۲۳٫۰۳٪    | ۲۳٫۰۳٪    |
| دموکرات‌های آزاد  | دموکرات‌های آزاد  |           | ۱۴٫۵۶٪    | ۱۴٫۵۶٪    |
| چپ‌ها             | چپ‌ها             |           | ۱۱٫۸۹٪    | ۱۱٫۸۹٪    |
| سبزها            | سبزها            |           | ۱۰٫۷۱٪    | ۱۰٫۷۱٪    |
| حزب دزدان دریایی | حزب دزدان دریایی |           | ۱٫۹۵٪     | ۱٫۹۵٪     |
| سایرین           | سایرین           |           | ۴٫۰۶٪     | ۴٫۰۶٪     |

| درصد کرسی‌های بوندستاگ | درصد کرسی‌های بوندستاگ | درصد کرسی‌های بوندستاگ | درصد کرسی‌های بوندستاگ | درصد کرسی‌های بوندستاگ |
| --------------------- | --------------------- | --------------------- | --------------------- | --------------------- |
|                       |                       |                       |                       |                       |
| دموکرات مسیحی‌ها       | دموکرات مسیحی‌ها       |                       | ۳۸٫۴۲٪                | ۳۸٫۴۲٪                |
| سوسیال دموکرات‌ها      | سوسیال دموکرات‌ها      |                       | ۲۳٫۴۷٪                | ۲۳٫۴۷٪                |
| دموکرات‌های آزاد       | دموکرات‌های آزاد       |                       | ۱۴٫۹۵٪                | ۱۴٫۹۵٪                |
| چپ‌ها                  | چپ‌ها                  |                       | ۱۲٫۲۲٪                | ۱۲٫۲۲٪                |
| سبزها                 | سبزها                 |                       | ۱۰٫۹۳٪                | ۱۰٫۹۳٪                |

## نتایج ایالتی
| ایالت‌های آلمان    | دموکرات مسیحی‌ها (%) | سوسیال دموکرات‌ها (%) | دموکرات‌های آزاد (%) | چپ‌ها (%) | سبزها (%) | سایرین (%) |
| ----------------- | ------------------- | -------------------- | ------------------- | -------- | --------- | ---------- |
| بادن-وورتمبرگ     | ۳۴٫۵                | ۱۹٫۳                 | ۱۸٫۸                | ۷٫۲      | ۱۳٫۹      | ۶٫۳        |
| بایرن             | ۴۲٫۶                | ۱۶٫۸                 | ۱۴٫۷                | ۶٫۵      | ۱۰٫۸      | ۸٫۶        |
| برلین             | ۲۲٫۸                | ۲۰٫۲                 | ۱۱٫۵                | ۲۰٫۲     | ۱۷٫۴      | ۷٫۹        |
| براندنبورگ        | ۲۳٫۶                | ۲۵٫۱                 | ۹٫۳                 | ۲۸٫۵     | ۶٫۱       | ۷٫۴        |
| برمن (ایالت)      | ۲۳٫۹                | ۳۰٫۳                 | ۱۰٫۶                | ۱۴٫۲     | ۱۵٫۴      | ۵٫۶        |
| هامبورگ           | ۲۷٫۹                | ۲۷٫۴                 | ۱۳٫۲                | ۱۱٫۲     | ۱۵٫۶      | ۴٫۷        |
| هسن               | ۳۲٫۲                | ۲۵٫۶                 | ۱۶٫۶                | ۸٫۵      | ۱۲٫۰      | ۵٫۱        |
| مکلنبورگ-فورپومرن | ۳۳٫۲                | ۱۶٫۶                 | ۹٫۸                 | ۲۹٫۰     | ۵٫۵       | ۵٫۹        |
| نیدرزاکسن         | ۳۳٫۲                | ۲۹٫۳                 | ۱۳٫۳                | ۸٫۶      | ۱۰٫۷      | ۴٫۹        |
| نوردراین-وستفالن  | ۳۳٫۱                | ۲۸٫۵                 | ۱۴٫۹                | ۸٫۴      | ۱۰٫۱      | ۵٫۰        |
| راینلاند فالتس    | ۳۵٫۰                | ۲۳٫۸                 | ۱۶٫۶                | ۹٫۴      | ۹٫۷       | ۵٫۵        |
| زارلاند           | ۳۰٫۷                | ۲۴٫۷                 | ۱۱٫۹                | ۲۱٫۲     | ۶٫۸       | ۴٫۷        |
| زاکسن             | ۳۵٫۶                | ۱۴٫۶                 | ۱۳٫۳                | ۲۴٫۵     | ۶٫۷       | ۵٫۳        |
| زاکسن-آنهالت      | ۳۰٫۱                | ۱۶٫۹                 | ۱۰٫۳                | ۳۲٫۴     | ۵٫۱       | ۵٫۲        |
| شلسویگ-هولشتاین   | ۳۲٫۲                | ۲۶٫۸                 | ۱۶٫۳                | ۷٫۹      | ۱۲٫۷      | ۴٫۱        |
| تورینگن           | ۳۱٫۲                | ۱۷٫۶                 | ۹٫۸                 | ۲۸٫۸     | ۶٫۰       | ۶٫۶        |

منبع: